# 654 Zelinda
A 654 Zelinda egy a Naprendszer kisbolygói közül, amit August Kopff fedezett fel 1908. január 4-én.